# Ceratostema oyacachiensis
Ceratostema oyacachiensis är en ljungväxtart som beskrevs av Luteyn. Ceratostema oyacachiensis ingår i släktet Ceratostema och familjen ljungväxter. Inga underarter finns listade i Catalogue of Life.